# Лунатизм (фильм, 2008)
«Лунатизм» (англ. Sleepwalking) — независимый драматический фильм режиссёра Билла Маера.

## Сюжет
Действующими героями фильма являются одиннадцатилетняя девочка по имени Тара и её дядя Джеймс. Вначале Тара плохо относится к своему дяде, но дальнейшие события сближают их. Когда Тару неожиданно покидает её мать Джолин, которая обещает в своём письме вернуться ко дню рождения девочки, воспитание Тары переходит в руки её дяди Джеймса, который из-за частых пропусков и опозданий теряет работу. Джеймс не в состоянии содержать девочку в благоприятных условиях, и его лишают опекунства, после чего Тару отправляют в приют. После просьбы Тары забрать её оттуда, Джеймс, недолго раздумывая, принимает решение сбежать из города. Герои придумывают себе новые имена и выдают себя за отца с дочерью. Они скитаются по мотелям, но когда у них заканчиваются деньги, Джеймс решает приехать на ранчо к своему отцу мистеру Риди (Деннис Хоппер), с которым Тара не была знакома. Он не решается рассказать отцу о побеге девочки из приюта и представляет её своей дочерью. Мистер Риди холодно встречает гостей. Он регулярно даёт Таре и Джеймсу тяжёлую работу. Джеймс устаёт от постоянных оскорблений отца и, прежде чем собраться и уехать, просит у него немного денег за работу на ранчо. Мистер Риди отказывается платить сыну и рассказывает Джеймсу, что до их приезда к нему наведалась полиция, искавшая Тару, и что он уже давно догадался, что она дочь Джолин. У мистера Риди были ужасные отношения с его дочерью, которая сбежала от него в молодости вместе с Джеймсом. На следующее утро мистер Риди срывается на Тару, которая отказалась работать, и начинает её избивать. Джеймс не выдерживает этого и в ярости убивает лопатой своего отца. В то время возвращается Джолин, но, не найдя брата и дочь, обращается в полицейский участок. Джеймс, осознав своё преступление, звонит в полицейский участок и признаётся в содеянном. Он соглашается приехать и вернуть Тару своей сестре Джолин. По дороге домой Джеймс рассказывает Таре, что до знакомства с ней его жизнь была похожа на страшный сон, и что он был словно лунатик в этой жизни. Он просит Тару выполнить его просьбу — рассказать Джолин, что у неё начинается новая жизнь. Полицейские и Джолин ждут, когда приедут Тара и Джеймс. Увидев только одну Тару, которая бежит навстречу к своей маме, копы немедленно бросаются в вдогонку за Джеймсом, но он уже далеко от них — в пути к новой жизни.

## В ролях
| Актёр              | Роль        |
| ------------------ | ----------- |
| Ник Стал           | Джеймс      |
| Аннасофия Робб     | Тара        |
| Деннис Хоппер      | мистер Риди |
| Вуди Харрельсон    | Рэндал      |
| Шарлиз Терон       | Джолин      |
| Деборра-Ли Фернесс | Данни       |
| Каллум Кит Ренни   | Уилл        |